# Uvbergstjärnen, Hälsingland
Uvbergstjärnen är en sjö i Ljusdals kommun i Hälsingland och ingår i Ljusnans huvudavrinningsområde.